# Vishnu Narayan Bhatkhande

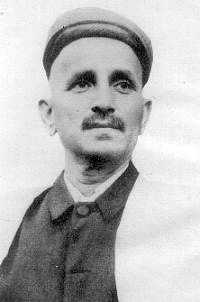
Chaturpandit Vishnu Narayan Bhatkhande. Das Pseudonym, unter dem er die meisten seiner Werke veröffentlichte, wurde zur Ehrenbezeichnung

Vishnu Narayan Bhatkhande ⓘ (* 10. August 1860 in Mumbai; † 19. September 1936 ebd.) war der einflussreichste Musiktheoretiker seiner Zeit und ein Förderer der klassischen nordindischen Musik innerhalb der sich ab Ende des 19. Jahrhunderts auf die indische Tradition berufenden antikolonialen Nationalbewegung. Von ihm stammt die bis heute gebräuchliche Klassifizierung der Ragas zu einem System von zehn thatas (Skalen).

## Werdegang

### Ausbildung als Jurist
Vishnu Narayan Bhatkhande wurde als zweites von fünf Kindern in eine marathischen Brahmanenfamilie in Mumbai geboren. Er hatte zwei Brüder und zwei Schwestern. Sein Vater war Bankangestellter und spielte in seiner Freizeit swarmandal, sein jüngerer Bruder spielte dilruba. Während der Schulzeit an der Elphinstone High School lernte der Gajanan genannte Jugendliche zuerst Flöte, später sitar und gab bei Veranstaltungen auch als Sänger von Bhajans Konzerte. Nach dem Examen 1880 studierte er Jura am Elphinstone College, wo er 1885 mit einem B. A. abschloss.
Anfangs ohne Kenntnis und gegen den Willen der Eltern nahm er während der College-Zeit abends Sitar-Unterricht bei Vallabhdas, einem anerkannten Sitar-Spieler. Bei zwei anderen Musikern lernte er Dhrupad- und Khyal-Gesang. Musikunterricht und Konzerte wurden von reichen Parsen und Gujarati organisiert. Die Parsen-Organisation Gayan Uttejak Mandali (Verein zur Förderung der Musik) für interessierte Musikstudenten veranstaltete als einer der ersten Musikclubs auch Konzerte. Lehrer waren anerkannte Musiker, die gegen Geld unterrichteten. Weil die Briten einige der kleinen Fürstenstaaten aufgelöst hatten, waren deren Hofmusiker ohne ihre Gönner arbeitslos geworden und nach Mumbai gekommen, um sich hier ihren Lebensunterhalt zu verdienen. Ab 1884 war Bhatkhande Mitglied dieser Organisation.
1887 begann Bhatkhande seine berufliche Tätigkeit als Anwalt und spezialisierte sich auf Strafrecht. Für kurze Zeit war er am Obersten Gericht in Karatschi beschäftigt. Sein Familienleben dauerte nur wenige Jahre, da seine Frau und die einzige Tochter früh verstarben. 1910 gab Bhatkhande den Juristenberuf auf, um sich fortan alleinstehend und finanziell genügsam ausschließlich dem Studium der indischen Musik zu widmen.

### Musikologische Studien
Bis zu dieser Zeit war Bhatkhande immer wieder gereist, um in Bibliotheken der großen südindischen Städte, in Gujarat und Bengalen Schriften zur indischen Musiktheorie zu studieren und den Kontakt mit anerkannten Musikmeistern (Ustads) zu suchen. Es war die ihn musikalisch prägende Phase, als er deren unterrichtetes Wissen notierte. Dieses wurde zusammen mit den alten Sanskrittexten zur Musik, wie dem Natya Shastra, das etwa um die Zeitenwende verfasst und in den 1890er Jahren erstmals in vollständiger Übersetzung veröffentlicht wurde, oder dem Sangita Ratnakara aus dem 13. Jahrhundert, zur Grundlage für seine eigenen Werke. Er hatte sich mehrere indische Sprachen neben Englisch angeeignet und las Bücher und schwer zugängliche Manuskripte über Musik. Waren diese in einer Regionalsprache geschrieben, die er nicht verstand, engagierte er Übersetzer. Die erste Reise führte ihn 1896 nach Gujarat, 1904 reiste er nach Südindien, 1907 durch das zentrale Indien über Hyderabad nach Kolkata. Die letzte große Forschungsreise unternahm er 1908 nach Allahabad, Varanasi, Lakhnau, Agra und Mathura.
Bhatkhande gehörte 15 Jahre lang dem Musikclub Gayan Uttejak Mandali in Mumbai an. Hier lernte er zahlreiche Musiker kennen, darunter Raojibuwa Belbaugkar, der ihm etwa 300 Dhrupad-Ragas beibrachte. Von Ali Hussain Khan, einem Sänger aus Jaipur sammelte er viele Khyals. Sein wichtigster Lehrer war Muhammad Ali Khan aus Jaipur. Von ihm und seinen beiden Söhnen Ashiq Ali und Ahmed Ali lernte er zwischen 1900 und 1907 Kompositionen der Manrang Gharana und nahm über 300 Musikstücke auf Tonträger auf. Zu dieser Zeit war der Phonograph in Indien noch wenig bekannt; Musiker fürchteten, wenn sie Tonaufnahmen zuließen, einen Teil ihrer Selbst oder zumindest ihrer Einkünfte zu verlieren, weil dann niemand mehr ihre Konzerte besuchen würde. Hier half die anerkannte Gelehrsamkeit und brahmanische Herkunft Bhatkhande Autorität zu verschaffen, mit der es ihm am Ende gelang, Tonaufnahmen von vielen seltenen und schwierigen Ragas zu erhalten.
Im Dezember 1904 traf Bhatkhande in Südindien einen bekannten Pionier der Musikforschung, Subbarama Diksitar (1839–1906), der bereits 1859 in einem Buch Lieder des südindischen Komponisten Tyagaraja (1767–1847) in Notenschrift festgehalten hatte und 1904 das Standardwerk Sangita Sampradaya Pradarshini („Darstellung der Musiktradition“) publizierte. Dies war eine der ersten notenschriftlichen Zusammenstellungen karnatischer Kompositionen. Mehrere auf dieser Reise gesammelte alte Manuskripte veröffentlichte er später in Mumbai.
In Kolkata ist Bhatkhandes Begegnung mit Saurindra Mohan Tagore (1840–1914) im November 1907 hervorzuheben. Der reiche Zamindar (Großgrundbesitzer) war zu seiner Zeit eine Autorität in hindustanischer Musik, Autor und Herausgeber vieler Bücher zur Musik.
Den größten Einfluss auf seine musikalischen Theorien hatte sein Aufenthalt im kleinen Fürstenstaat Rampur, einem damaligen Zentrum der nordindischen Musik. Bhatkhande traf die berühmten Hofmusiker des Nawab, den Vina-Spieler Wazir Khan (ein Binakara), den Rubab-Spieler Muhammad Ali Khan und den Sänger Kale Nazir Khan. Nawab Ali Khan war selbst ein geschätzter Musiker und Schüler von Wazir Khan. Der Nawab war Sachwalter von äußerst wertvollen Kompositionen, die bis zu Tansen zurückreichten. Bhatkhande ließ sich beim Nawab einführen, um über ihn Zugang zu Wazir Khan zu erhalten. Da dieser die Bitte des Nawab nicht abschlagen konnte, wurde Bhatkhande als Schüler akzeptiert und lernte dadurch die wichtigen Kompositionen der Rampur Gharana als Dhrupad, Khyal oder Dhamar kennen. Binakars behüteten allgemein ihr musikalisches Wissen wie einen Familienschatz und gaben es nur an Schüler weiter, die aus der eigenen Gharana stammten. Wazir Khan unterrichtete auch Allauddin Khan, den Lehrer von Ali Akbar Khan und Ravi Shankar.

### Musikvermittlung
Bhatkhande trug hunderte Kompositionen in verschiedenen Stilrichtungen zusammen, studierte die Spieltechniken berühmter Musiker, vermisste aber bei vielen Musikern eine zugrundeliegende musikalische Grammatik. Es waren bereits Notationen für Ragas in Baroda und Kolkata entwickelt worden, das von Bhatkhande entwickelte Notensystem verbreitete sich aber rasch. Es wurde zunächst als Unterrichtsmaterial am Gayan Uttejak Mandali eingeführt, als er dort zu unterrichten begann. Seine erste Veröffentlichung war das 1909 vom Mandali herausgegebene Büchlein Swar Mallika, eine Sammlung von grundlegenden Melodiestrukturen in der von ihm entwickelten Notation, angegeben in swaras (musikalischen Noten) und talas (Zeitteilung, Rhythmus). Mit der Hilfe zweier Schüler übersetzte er die beiden alten Musikabhandlungen Sangeet Ratnakar und Sangeet Darpan ins Gujarati. Sie erschienen 1911.
1916 begann er, in Mumbai auf der Grundlage eines neu entwickelten Unterrichtsplans aus Musiktheorie und Spielpraxis, zusammen mit einem Assistenten eine eigene Klasse zu unterrichten. Bevor er mit der Gesangsausbildung begann (Grundlage der Instrumentalmusik), erklärte er theoretisch jeden Raga. Viele später bekannte Sänger hatten bei ihm Unterricht erhalten. Das System wurde in weiteren Musikschulen und bald gemäß seinem Ziel einer musikalischen Massenausbildung in den städtischen Grundschulen Mumbais angewandt. Im selben Jahr stellte Bhatkhande die Baroda State Music School auf seinen Lehrplan um, die mit einigen bekannten Lehrern zum Ausgangspunkt für das Music College an der University of Baroda wurde. Mit dem Rückhalt durch den Maharaja Sayaji Rao von Baroda gelang es Bhatkhande, trotz deren häufig gegensätzlichen Positionen und Voreingenommenheiten, eine der ersten großen Konferenzen von Musikern und Musikwissenschaftlern zu organisieren. Der Präsident der Versammlung war kein Geringerer als Raja Nawab Ali Khan aus Lakhnau, ein Verehrer Bhatkhandes, der später dessen Ideen zusammengefasst in dem Buch Marif-ul-naghmat auf Urdu veröffentlichte. Später gründete er das Madhav Music College in Gwalior und die Musikabteilung an der Banaras Hindu University und an der Poona Women’s University. 1926 erfolgte die Gründung des Morris College of Music in Lakhnau, das ein Jahr zuvor auf der fünften All India Music Conference in dieser Stadt geplant worden war. Zu Bhatkhandes Angedenken wurde es später in Bhatkhande Music College umbenannt. Heute heißt es Bhatkhande Music Institute University.
Die erste dieser All India Music Conferences, die Bhatkhande 1916 in Baroda ins Leben rief, war eine revolutionäre Idee, da sie erstmals in Konzerten die Mitglieder aus verschiedenen Gharanas zusammenbrachte. Obwohl es für Bhatkhande schwierig war, im Vorfeld die nötigen finanziellen Mittel aufzutreiben, wurde die Veranstaltung unter der Schirmherrschaft des Nawab von Baroda ein voller Erfolg, da Musikwissenschaftler aus ganz Indien zusammenkamen und Vorträge hielten. Es ging um den rechten Grundton (sa) und die Anzahl der Mikroton-Intervalle (shrutis) bis zur Tonstufe pa. Fragen, die von den Fachleuten entsprechend den alten Sanskrittexten interpretiert und kontrovers diskutiert wurden. Bhatkhande trug ein Papier mit dem Titel A Short Historical Survey of the Music of Upper India vor, in dem erstmals eine historische Herleitung der Musiktheorie von den Schriften zur Musik aus dem 16. und 17. Jahrhundert vorgenommen wurde. Er verwarf darin die bis dahin übliche raga-ragini-Klassifizierung (System von sechs männlichen und sechs weiblichen Ragas, das vom 14. bis zum 19. Jahrhundert Gültigkeit besaß) und bestätigte den Anfang des 19. Jahrhunderts zur Basisskala für die nordindische klassische Musik erklärten Raga Bilaval. Ein permanenter Arbeitskreis namens All India Music Conference wurde mit Bhatkhande als dessen Generalsekretär etabliert, der die künftigen Treffen organisieren sollte.
Die zweite Konferenz fand 1917 in Delhi statt, bei der sich in einem zweiten Anlauf die Musikmeister der verschiedenen Gharanas über ihre unterschiedliche Auslegung strittiger Ragas verständigen sollten. Den dabei erzielten Konsens ließ Bhatkhande in der Folge in seine Musiktheorie einfließen. Zwischen 1920 und 1937 veröffentlichte Bhatkhande die Ergebnisse seiner Studien unter dem Titel Kramik Pustak Malika in sechs Bänden. Darin sind über 1000 Kompositionen enthalten. Zunächst wird jeweils die Interpretation des Musikers aufgeführt, darauf folgt Bhatkhandes eigene Ansicht und Einordnung. Es ist ferner eine Liste von Musikern enthalten, mit Wohnort und Nennung ihrer Gharana. Bei der Abfassung des Werkes half Ganapati Buwa Milbarikar (1882–1927), ein bekannter Sänger, der über eine große Sammlung von Kompositionen verschiedener Gharanas verfügte und den Bhatkhande als Lehrer an die Gayan-Uttejak-Mandali-Musikschule verpflichtete.
Es folgte Hindustani Sangit Paddhati, ein auf Marathi verfasstes Werk in vier Bänden und mit annähernd 2500 Seiten, das 150 nordindische Ragas beschreibt. Neben zahlreichen weiteren eigenen Werken gab er einige musikwissenschaftliche Schriften von anderen Autoren heraus, darunter die des Südinders Ramamathya (Swara Mela Kalanidhi), der das Prinzip einiger südindischer Ragas und Raga-Klassifizierungen (Zuordnung zu melas, dem südindischen Gegenstück der thats) beschreibt, Raga Tatva Vibodh von Shriniwas und Sanskrit-Lehrbücher von Pundarika Vitthala aus dem 16. Jahrhundert. Die folgenden, insgesamt fünf von Bhatkhande organisierten Musikkonferenzen, bei denen ebenfalls die berühmtestes Musiker zusammenkamen, fanden in Varanasi (1918), Delhi (1922) und Lakhnau (1924) statt.

### Letzte Jahre
Seit 1933 litt Bhatkhande unter Paralyse und war nach einem Oberschenkelbruch ans Bett gefesselt. Er starb am 19. September 1936, dem Tag von Ganesh Chaturthi, einem Feiertag, der zu Ehren von Ganesh am Geburtstag des hinduistischen Gottes besonders in Maharashtra mit Prozessionen gefeiert wird. Als ebensolche Fügung des Schicksals wird sein Geburtstag gesehen, der mit Janmashtami, dem Fest für Krishnas Geburtstag zusammenfiel. An Janmashtami 1961 gab die indische Post eine Sonderbriefmarke mit Bhatkhandes Porträt heraus.

## Musiktheorie
Eine Vorstellung von Bhatkhandes grundsätzlichen theoretischen Zielen ergibt sich aus den als Absichtserklärung festgehaltenen Punkten bei der ersten All India Music Conference. Zusammengefasst: Die indische Musik soll auf nationaler Ebene gestärkt werden; ein leicht erlernbares Unterrichtsprogramm, das (besonders die nordindischen) Ragas und Talas vereinfacht darstellt, soll eingeführt werden; das nord- und südindische System soll durch eine einheitliche Notation zusammengeführt werden; Erhaltung und Schutz der alten Meisterwerke; dafür soll eine zentrale Bibliothek eingerichtet werden, in der diese Werke gesammelt und Studenten zur Verfügung gestellt werden; Erforschung und Festlegung der Mikrotöne (shrutis); Einrichtung einer nationalen Musikakademie und Herausgabe einer monatlich erscheinenden Zeitschrift. In der Summe ging es um ein Programm zur Wiederbelebung der klassischen indischen Musik, die sich ihrer uralten Wurzeln rückversichern sollte.
Seit der vedischen Zeit, mindestens seit Panini, wurde Musik auf skizzenhafte Art durch Angabe eines Fingers für eine entsprechende Note aufgeschrieben. Damit war die Musik aber nicht nachvollziehbar und wertvolle Kompositionen gingen verloren, wenn sie nicht mehr mündlich tradiert wurden. Wichtig war allein der praktische Aspekt in der Musik, das Hören und Kopieren vom Guru und die mündliche Erklärung des Gelernten über Generationen. Lernen durch Sitzen vor dem Meister heißt guru shishiya parampara. Erst im 13. Jahrhundert (im Sangitaratnakara von Sarngadeva) wurden Bezeichnungen für einzelne Teile des Ragas und verschiedene Arten der melodischen Ornamentierung (gamak) eingeführt, mit denen jedoch die durch den muslimischen Einfluss geänderten Musikformen nicht ausgedrückt werden konnten. Die Notwendigkeit, eine allgemein gültige Notation einzuführen, lag für Bhatkhande auf der Hand. Es ging um die Bewahrung des theoretischen Wissens und zugleich um das spirituelle Element der Musik. Im Unterschied zu vielen seiner Landsleute hatte er wenig übrig für Geschichten von verehrten Weisen und akzeptierte Theorien nicht einfach deshalb, weil sie besonders alt waren.
Er verstand es als Herkulesaufgabe, die Musik aus ihrem Zustand der Dekadenz und Stagnation zu befreien, der durch Unkenntnis der alten Texte entstanden war. Zu seiner Zeit dominierten fünf oder sechs Gharanas die Musikszene, in denen von den Schülern die bedingungslose Unterwerfung unter den Lehrer gefordert war, aber keine theoretischen Grundlagen vermittelt wurden. Dem setzte er die für ihn einzig gültige Methode, eine Ragakomposition über die Notation zu erlernen gegenüber. Erst nach dem theoretischen Verständnis sollte die stimmliche Umsetzung erfolgen. Dass klangliche Nuancen und stimmlicher Ausdruck nicht schriftlich fixierbar sind, gestand Bhatakhande ein, hielt die neue technische Möglichkeit der Tonaufnahme zur Dokumentation dafür umso mehr für notwendig. Zu seiner Zeit waren einige Notationssysteme entwickelt worden, die sich alle mehr oder weniger stark an das europäische System anlehnten. Vishnu Digambar Paluskar (1872–1931) hatte eine Notation erfunden, die wegen der Vielzahl von Zeichen recht kompliziert war. Anfang des 20. Jahrhunderts schrieb Rabindranath Thakur die einige hundert von ihm komponierten Lieder in einer eigenen Notation (Akar Matrik Swaralipi) nieder, die bis heute zum Erlernen seiner Rabindra Sangit (Liedgattung Thakurs) verwendet wird. Bhatkhandes System hatte den Vorteil, einfacher erlernbar zu sein. Ein Schüler kann das Grundgerüst der Komposition in wenigen Minuten erfassen, eine vollständige Aneignung des Raga kann damit aber nicht erfolgen.

## Gesellschaftliches Umfeld
Im 19. Jahrhundert verringerte sich durch den Niedergang der Fürstenstaaten die Zahl der Förderer von klassischer Musik, nur teilweise wurde die kulturelle Funktion der alten Herrscher durch Zamindare und städtische Händler ersetzt. Die neue Oberschicht war weniger pompös, dafür kulturloser. Der Niedergang der Musik wird als Parallelentwicklung erklärt, der Übergang von der stolzen Aristokratie zu einer geschäftstüchtigen Händlerklasse wird in Satyajit Rays Film Jalsaghar („Das Musikzimmer“) anschaulich gemacht.
Vishnu Narayan Bhatkhande und Digambar Paluskar, der mit missionarischem Eifer gegen die Geringschätzung der Musik durch das alte konservative Bürgertum und gegen die Abschottung der professionellen Musiker in ihren Zirkeln ankämpfte, waren die einflussreichsten Vertreter der indischen Musiktheorie. Beide arbeiteten für die Wiederbelebung der klassischen Tradition im Gegensatz zu Rabindranath Thakur, der versuchte, eine neue Art Musik aus westlichen und indischen Elementen zu etablieren. Das geistige Umfeld von den dreien war die antikoloniale nationalistische Bewegung der Traditionalisten (revivalists) gegen Ende des 19. Jahrhunderts, die sich politisch und abgesehen von der Musik auch in anderen kulturellen Bereichen wie der Architektur äußerte. Innerhalb dieser Bewegung gab es beträchtliche Unterschiede, was Fragen der Interpretation, Anwendung oder Neuformulierung der alten Schriften betraf.
Paluskar und Bhatkhande waren sich nur als Traditionalisten und in der sicheren Überzeugung von ihrer eigenen Sache ähnlich, ansonsten vertraten sie Gegenpositionen: der eine war radikal religiös, der andere verfocht wissenschaftlich-säkulare Ziele. Darüber hinaus waren beide in der patriarchalen Struktur der indischen Gesellschaft verhaftet, in welcher Frauen in der Musik nichts zu suchen hatten.

## Kritik an der Musiktheorie
Vor allem der junge Omkarnath Thakur (1897–1967) und Dilip Chandra Vedi (1901–1992) kritisierten Bhatkhandes eigenes System der Klassifizierung von Ragas in zehn Großskalen (thatas), während ihrer Ansicht nach die Ragas in murchanas und jatis einzuteilen seien. Murchanas stellen die Ragas durch Transposition miteinander in Verbindung, sie haben also nach der Tradition von Bharatas Natyashastra (Abhandlung über Künste, um die Zeitenwende) dieselben Intervalle, gehen jedoch von einem anderen Grundton aus. Jati bezeichnet die ebenso alte Einteilung des Raga nach der auf- und absteigenden Tonfolge. Thakur und Vedi zeigten, dass viele von Bhatkhandes Notationen falsch waren und seine Erklärungen der Ragas zu oberflächlich. Es reicht, wenn Töne fälschlich stark (vādī) anstatt schwach (durbal svar) angegeben werden, um Schüler das klare Bild des Ragas verlieren zu lassen. Noch im hohen Alter warf Dilip Chandra Vedi dem Musiktheoretiker vor, zwar gelehrt gewesen zu sein, aber von Musik keine praktische Kenntnis gehabt zu haben.
Viele von Bhatkhandes Interviewpartnern beklagten sein brahmanisch-elitäres Auftreten und fühlten sich als Opfer der anfangs sanften und allmählich immer aggressiver werdenden Ausfragungen, die häufig damit endeten, dass er die theoretische Unkenntnis seines Gegenübers (er interviewte keine Frauen) bloßstellte. Mit seiner Beschränkung auf die männliche Musikwelt und der Suche nach der reinen, klassischen Vergangenheit entgingen ihm die von sarangis begleiteten Gesangsstile der Frauen.
Bhatkhande lehnte es ab, die Musiktheorie und -praxis direkt auf das Natyashastra oder das hoch geschätzte Sangitaratnakara des 13. Jahrhunderts zurückzuführen, sondern sah nur eine musiktheoretische Kontinuität ab dem 16./17. Jahrhundert, was ihm deswegen von orthodoxer Seite Kritik einbrachte. Damit musste er zugleich eingestehen, dass die klassische Musik seit der Mogulzeit in der Schuld der Muslime steht, gegen die er Vorurteile hegte und deren Dominanz in der Musik er ansonsten beklagte. In einem Interview mit seinem Rivalen Paluskar wurde sein schwieriges Verhältnis zur alten Hindutradition in der Musik deutlich. Es ging um die Frage, weshalb Bhatkhande in Sanskrit schreibt, in einer Sprache, die zwar ein hohes Ansehen genießt, aber kaum verstanden wird und seinen demokratisch-egalitären Interessen widersprechen müsste. Laut Bhatkhande braucht die klassische Musik eine klassische Sprache. Was nicht auf Sanskrittexte zurückzuführen sei, würde von den Leuten nicht akzeptiert. Die einzige Möglichkeit, die Bevölkerung von neuen musikalischen Regeln zu überzeugen, sei ein Buch auf Sanskrit.
Die Klassifizierung von Ragas konnte oft nur durch Standardisierung erreicht werden. Zu diesem Zweck ließ er bei der All India Music Conference 1916 jeden Sänger seine Version eines bestimmten Ragas vortragen und drängte bei Abweichungen die Anwesenden, sich auf die Mehrheitsversion als Standard zu einigen. Diese Neuerungen zugunsten der Vereinheitlichung brachte ihm den Ärger mancher Musiker ein. Wenn auch seine Theorie der Mikrotöne (shrutis) heute weitgehend abgelehnt wird und die Einteilung der Ragas in zehn thatas etliche grobe Fehler aufweist, bleibt Bhatkhandes theoretisches Gesamtwerk im Hinblick auf die musiktheoretisch düstere Zeit, in der er wirkte, beachtlich.

## Werke
- Lakshya Sangit. 1910
- Lakshangitas. 1912, Sammlung eigener Kompositionen
- Kramik Pustak Malika. Abgekürzt KPM. In Hindi. 6 Bde. 1919–1937. Handbuch beschreibt über 1000 Ragakompositionen
- Hindistani Sangit Padhati. Abgekürzt HSP. 4 Bde., erste 3 Bände veröffentlicht 1910–1914, Bd. 4 veröffentlicht 1932. In Marathi, später auf Hindi übersetzt
- Lakshangit Sangrah. 3 Teile, über Ragakompositionen
- Sreemallaksya Sangitam. Eine in Shlokas verfasste Abhandlung in Sanskrit, beschreibt die wichtigen Ragas
- Abhinava Raga Manjari. In Sanskrit
- A Short Historical Survey of the Music of Upper India. 1916. Essay vorgetragen auf der All India Music Conference in Baroda (PDF 1,4 MB)
- A Comparative Study of some of the Leading Systems of Music in the 15th, 16th, 17th and 18th Centuries.